# Gaceta Académica
Gaceta Académica es una revista mexicana cuya función primordial es ser el órgano oficial de difusión de la Unidad Académica de Medicina de la Universidad Autónoma de Nayarit. Su primer número salió a la luz el mes de mayo de 2003, con un tiraje de mil ejemplares, distribuidos en las instituciones de salud y educativas superiores de la ciudad de Tepic, Nayarit.
Hasta septiembre de 2006 había emitido seis títulos con información científica y cultural circunscrita al medio. Se encuentra actualmente en proceso de certificación ISSN ante la Secretaría de Educación Pública.
- Datos: Q5873839